# Jacinto Andrada
Jacinto Andrada, citado también como "Jacinto Andrade" (Santa Fe, Argentina, ca. 1802 - abril de 1845) fue un militar argentino, que participó en las guerras civiles argentinas en el bando del partido federal.

## Campañas de la Anarquía del Año XX
Se enroló en el ejército provincial santafesino hacia 1819 y, a órdenes del gobernador, general Estanislao López, combatió al año siguiente a los porteños en las batallas de Cepeda y Gamonal.
También participó en la guerra contra el general entrerriano Francisco Ramírez, en 1821. Vivió los siguientes años en la frontera norte de su provincia luchando contra los indígenas de la región chaqueña, ascendiendo lentamente en el escalafón.

## Guerra civil de 1829 a 1831
En 1829, Andrada actuó en las milicias santafesinas y entrerrianas que, a órdenes del gobernador López, defendieron la provincia de la invasión unitaria dirigida por el general Juan Lavalle. Con ayuda de las milicias federales porteñas del coronel Juan Manuel de Rosas, estas fuerzas contrainvadieron la provincia de Buenos Aires, derrotando a Lavalle en la batalla de Puente de Márquez.
En 1831 formó parte de las fuerzas santafesinas del Pacto Federal que, a órdenes del general López, actuaron en la invasión de la provincia de Córdoba contra la Liga del Interior del general unitario José María Paz.

## Guerras civiles en 1838 y 1839
En los años siguientes regresó a su puesto en la frontera norte de su provincia, actuando en las campañas que López realizó en esos años contra los indígenas chaqueños.
Poco tiempo después del fallecimiento de Estanislao López, en 1838, el ya sargento mayor Andrada acompañó al coronel Juan Pablo López — hermano de Estanislao — en su campaña contra el nuevo gobernador Domingo Cullen y participó en la victoria de El Tala sobre las fuerzas leales a Cullen al mando del teniente coronel Pedro Rodríguez del Fresno, teniente coronel Santiago Oroño y el sargento mayor José Manuel Echagüe, que le permitió al coronel López llegar al gobierno provincial.
Al año siguiente logró una victoria sobre un absurdo intento unitario con apoyo indígenas en Monte de las Avispas. También, ese año, derrotó a los indios chaqueños en Monte Capivara y Monte de los Palos Negros.

## Campañas contra Lavalle
En enero de 1840 acompañó al gobernador López en su campaña a Entre Ríos y Corrientes, como comandante de su vanguardia; peleó en los combates de Bacacuá, Esquina y Mocoretá. La campaña resultó infructuosa, y regresaron a Santa Fe en marzo, a tiempo de enfrentat la invasión de los coroneles Mariano Vera y Francisco Reinafé, en Cayastá, batalla en que ambos jefes enemigos murieron.
Hizo la campaña de López en apoyo a Rosas contra el general Lavalle en Buenos Aires. Luego, tras la invasión de su provincia y la toma de la capital por las fuerzas de Lavalle, López encargó al ya coronel Andrada hostigar con las milicias santafesinas al general unitario, a la espera de la llegada de los refuerzos que Rosas le enviaria desde Buenos Aires. Junto a López, venció al coronel Santiago Oroño en Coronda y Santo Tomé.
En esos momentos, un poderoso ejército federal porteño entraba en Coronda y avanzaba sobre Sante Fe en apoyo de los santafesinos. Al saber esto, Lavalle escapó a la provincia de Córdoba no sin antes ser derrotado por sorpresa en el combate de Santa Rosa de Calchines por las guerrillas del coronel Andrada, las cuales — con las fuerzas porteñas recién llegadas, al mando del general Manuel Oribe — reconquistaron la capital de la provincia. Acto seguido, Andrada con la 1.ª división de caballería de Santa Fe, acompañó a las fuerzas de Oribe en la persecución de Lavalle.
Acompañó a Oribe en su campaña a Córdoba y participó en la batalla de Quebracho Herrado contra Lavalle. Tras permanecer varios meses en la ciudad de Córdoba, hizo la campaña a Tucumán y luchó en la victoria de Famaillá. Incorporó a sus fuerzas al capitán Gregorio Sandoval, que había traicionado a Marco Avellaneda y lo había entregado a Oribe en Metán, donde fue ejecutado. Pero al poco tiempo lo hizo fusilar.

## Últimas campañas
De regreso a Santa Fe, acompañó a Oribe en su lucha contra Juan Pablo López, que se había pasado al bando unitario, peleando y venciendo en varios combates, en Monte Flores, Colastiné y Ascochinga.
Fue ascendido a coronel efectivo y pasó a Buenos Aires. El gobernador Juan Manuel de Rosas lo nombró comandante del campamento general de Santos Lugares.
Murió en Santa Fe, relativamente joven, en abril de 1845.